# Gornje Jame
Gornje Jame is een plaats in de gemeente Glina in de Kroatische provincie Sisak-Moslavina. De plaats telt 9 inwoners (2001).